# Nootkadrilus verutus
Nootkadrilus verutus is een ringworm uit de familie van de Naididae. De wetenschappelijke naam van de soort is voor het eerst geldig gepubliceerd in 1982 door Baker.